# The Palms of Madagascar
The Palms of Madagascar (afgekort: Palms Madagascar) is een boek uit 1995 dat 176 soorten palmen in Madagaskar beschrijft, waaronder 70 soorten die voorheen onbekend waren en voor de eerste maal beschreven worden. 
Het boek werd geschreven door botanici John Dransfield  en Henk Beentje. De illustraties werden gemaakt door Margaret Tebbs en Rosemary Wise. Het boek werd gepubliceerd door Royal Botanic Gardens, Kew in samenwerking met The International Palm Society.